# Trebsen/Mulde

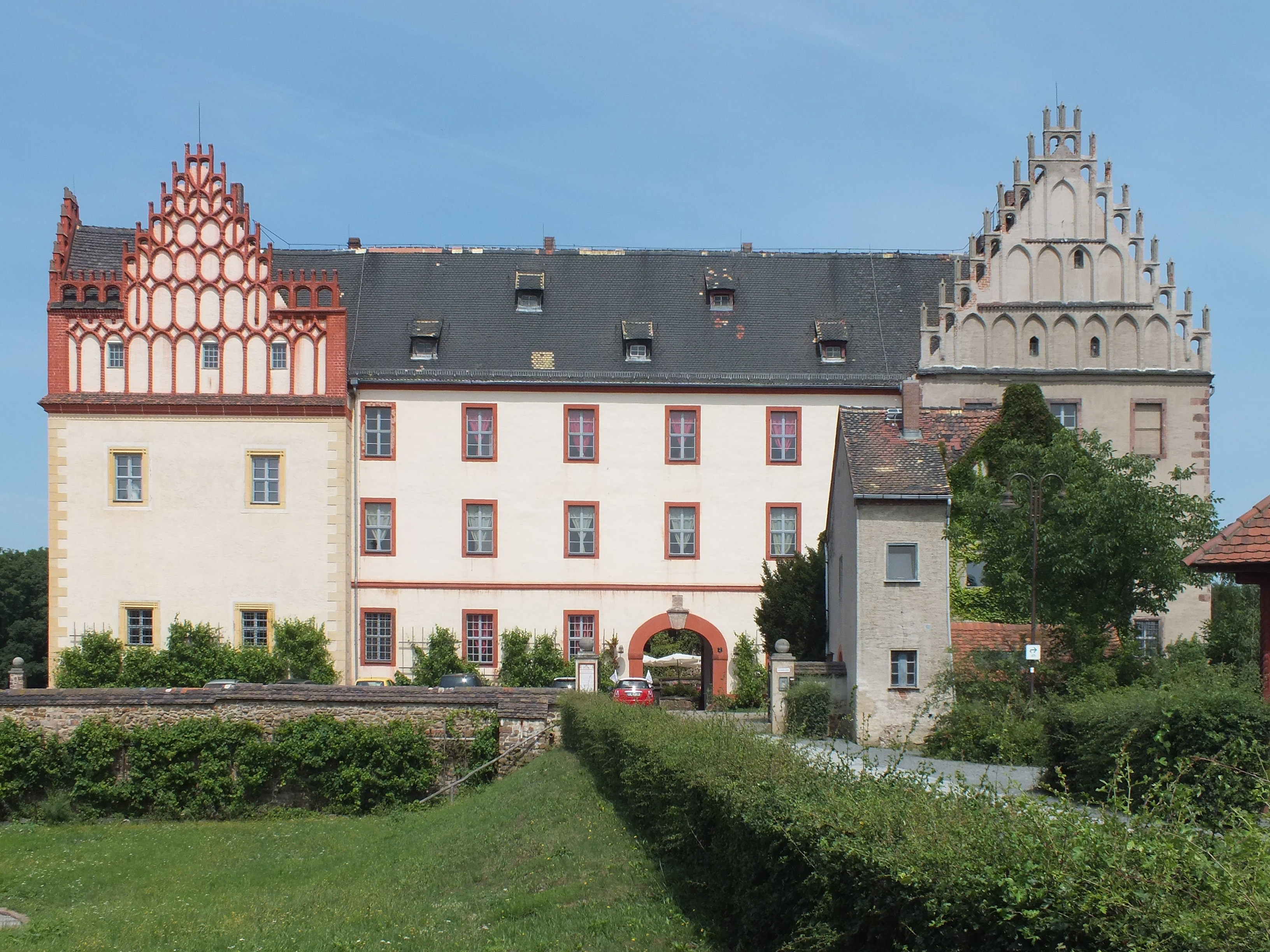
Schloss Trebsen (2014)

Trebsen/Mulde ist eine Kleinstadt im Zentrum des Landkreises Leipzig in Sachsen. Zusammen mit den Ortsteilen Altenhain, Neichen und Seelingstädt bildet die Stadt Trebsen ihren Kern.

## Geographie

### Lage und Flächennutzung
Die Gemeinde liegt zwischen der Großen Kreisstadt Grimma (ca. 7 km) und der Großen Kreisstadt Wurzen (ca. 10 km) am Westufer der Mulde im sächsischen Hügelland. Weitere Gewässer auf Stadtgebiet sind das Altenhainer Wasser, der Kranichbach und das Mutzschener Wasser, die alle in die Mulde münden. Trebsen liegt auf flachem Terrain bei etwa 122 m ü. NN, wobei Höhenunterschiede bis auf 135 Meter über Normalnull auftreten.
Vom 3503 ha großen Stadtgebiet wird mit 2186 ha ein Großteil als Landwirtschaftsfläche genutzt. Dazu kommen etwa 734 ha Waldfläche und 365 ha Siedlungs- und Verkehrsflächen. Auf Gebäude und Freiflächen entfallen davon 175 ha, auf Betriebsfläche (ohne Abbauland) 27 ha und auf Erholungsfläche 41 ha. Es gibt in Trebsen 3 ha Friedhofsfläche und 119 ha Verkehrsfläche, von der 90 ha auf Straßen, Wege und Plätze entfallen. Steh- und Fließgewässer machen 64 ha der Bodenfläche aus, dazu kommen noch 71 ha anderer Nutzung und 83 ha Abbauland. Auf Stadtgebiet bestehen der Quarzporphyrbruch Altenhain (Klengelsberg) und der Porphyrbruch Trebsen. An der südlichen Stadtgrenze zu Grimma befindet sich der Quarzporphyrbruch Hohnstädt.
Die Stadt Trebsen/Mulde grenzt im Nordwesten an die Stadt Brandis. Östlich davon ist die Gemeinde Bennewitz benachbart. Im Nordosten schließt sich das Gebiet der Großen Kreisstadt Wurzen an, östlich und südlich hat Trebsen eine gemeinsame Grenze mit der Großen Kreisstadt Grimma. Im Westen grenzt Naunhof an. Alle umliegenden Gemeinden befinden sich wie Trebsen im Landkreis Leipzig.

### Stadtgliederung
Die Stadt Trebsen/Mulde besteht aus folgenden vier Ortsteilen:
| Ortsteil     | Fläche    | Eingemeindung  | Vorwahl |
| ------------ | --------- | -------------- | ------- |
| Altenhain    | 11,03 km² | 1. Januar 1999 | 034383  |
| Neichen      | 06,33 km² | 1. Januar 1994 | 034383  |
| Seelingstädt | 07,52 km² | 1. Januar 1994 | 03437   |
| Trebsen      | 10,14 km² | –              | 034383  |

Während sich Altenhain und Seelingstädt im Westen und Südwesten des Kernortes Trebsen befinden, liegt Neichen östlich am rechten Ufer der Mulde. Neben der amtlichen Gliederung nach Gemeindeteilen besteht Trebsen auch aus acht Gemarkungen. Dies sind Trebsen, Pauschwitz, Walzig, Wednig, Altenhain, Neichen, Zöhda und Seelingstädt. Pauschwitz Walzig und Wednig gehören zum Ortsteil Trebsen, Zöhda zählt zum Ortsteil Neichen. Die Gemarkungen Altenhain und Seelingstädt sind identisch mit den Ortsteilen.

Niederschlagsdiagramm Trebsens

### Klima
Trebsen befindet sich mit dem humiden Klima in der Gemäßigten Klimazone, wobei ein Übergang zum Kontinentalklima spürbar ist. Die nächste Wetterwarte befindet sich am Flughafen Leipzig/Halle, auf die sich die nachfolgenden Werte beziehen.
Die durchschnittliche Jahrestemperatur beträgt 9,7 °C, die maximale Monatsdurchschnittstemperatur wird im Juli bei 19,2 °C gemessen, die geringste Monatsdurchschnittstemperatur mit 1,2 °C im Januar. Die maximale Temperatur liegt im Jahresdurchschnitt bei 13,9 °C, während die minimale Temperatur bei 5,7 °C gemessen wird. Hier werden jeweils die höchsten Monatsdurchschnittstemperaturen im Juli und die niedrigsten Monatsdurchschnittstemperaturen im Dezember bzw. Januar angegeben.
Die jährliche Niederschlagsmenge beläuft sich auf 545 mm. Am meisten Niederschlag fällt im Juli (82 mm). Die geringste Niederschlagsmenge verzeichnet der Monat Februar mit 25 mm. Im Jahresverlauf ergeben sich 163 Regentage. Davon sind die meisten im Januar, Juli und November (jeweils 15) und die wenigsten in den Monaten April und September (jeweils 12) verzeichnet.

|                        | Jan  | Feb  | Mär | Apr  | Mai  | Jun  | Jul  | Aug  | Sep  | Okt  | Nov | Dez  |   |      |
| Mittl. Temperatur (°C) | 1,2  | 1,9  | 4,8 | 9,2  | 14,0 | 16,9 | 19,2 | 18,8 | 14,4 | 9,7  | 4,6 | 1,4  | ⌀ | 9,7  |
| Mittl. Tagesmax. (°C)  | 3,9  | 5,0  | 8,8 | 14,0 | 19,1 | 22,0 | 24,6 | 24,2 | 19,3 | 13,9 | 7,4 | 3,8  | ⌀ | 13,9 |
| Mittl. Tagesmin. (°C)  | −1,5 | −1,3 | 1,1 | 4,2  | 8,7  | 11,7 | 13,9 | 13,8 | 10,0 | 6,0  | 1,9 | −1,1 | ⌀ | 5,7  |
|                        |      |      |     |      |      |      |      |      |      |      |     |      |   |      |
| Niederschlag (mm)      | 32   | 25   | 40  | 39   | 47   | 57   | 82   | 62   | 52   | 32   | 42  | 35   | Σ | 545  |
|                        |      |      |     |      |      |      |      |      |      |      |     |      |   |      |
| Regentage (d)          | 15   | 14   | 14  | 12   | 13   | 13   | 15   | 13   | 12   | 13   | 15  | 14   | Σ | 163  |

| −1,5 |

| −1,3 |

| 1,1 |

| 4,2 |

| 8,7 |

| 11,7 |

| 13,9 |

| 13,8 |

| 10,0 |

| 6,0 |

| 1,9 |

| −1,1 |

| −1,5 |

| −1,3 |

| 1,1 |

| 4,2 |

| 8,7 |

| 11,7 |

| 13,9 |

| 13,8 |

| 10,0 |

| 6,0 |

| 1,9 |

| −1,1 |

| N i e d e r s c h l a g | 32  | 25  | 40  | 39  | 47  | 57  | 82  | 62  | 52  | 32  | 42  | 35  |
|                         | Jan | Feb | Mär | Apr | Mai | Jun | Jul | Aug | Sep | Okt | Nov | Dez |

## Geschichte

### Stadtgeschichte

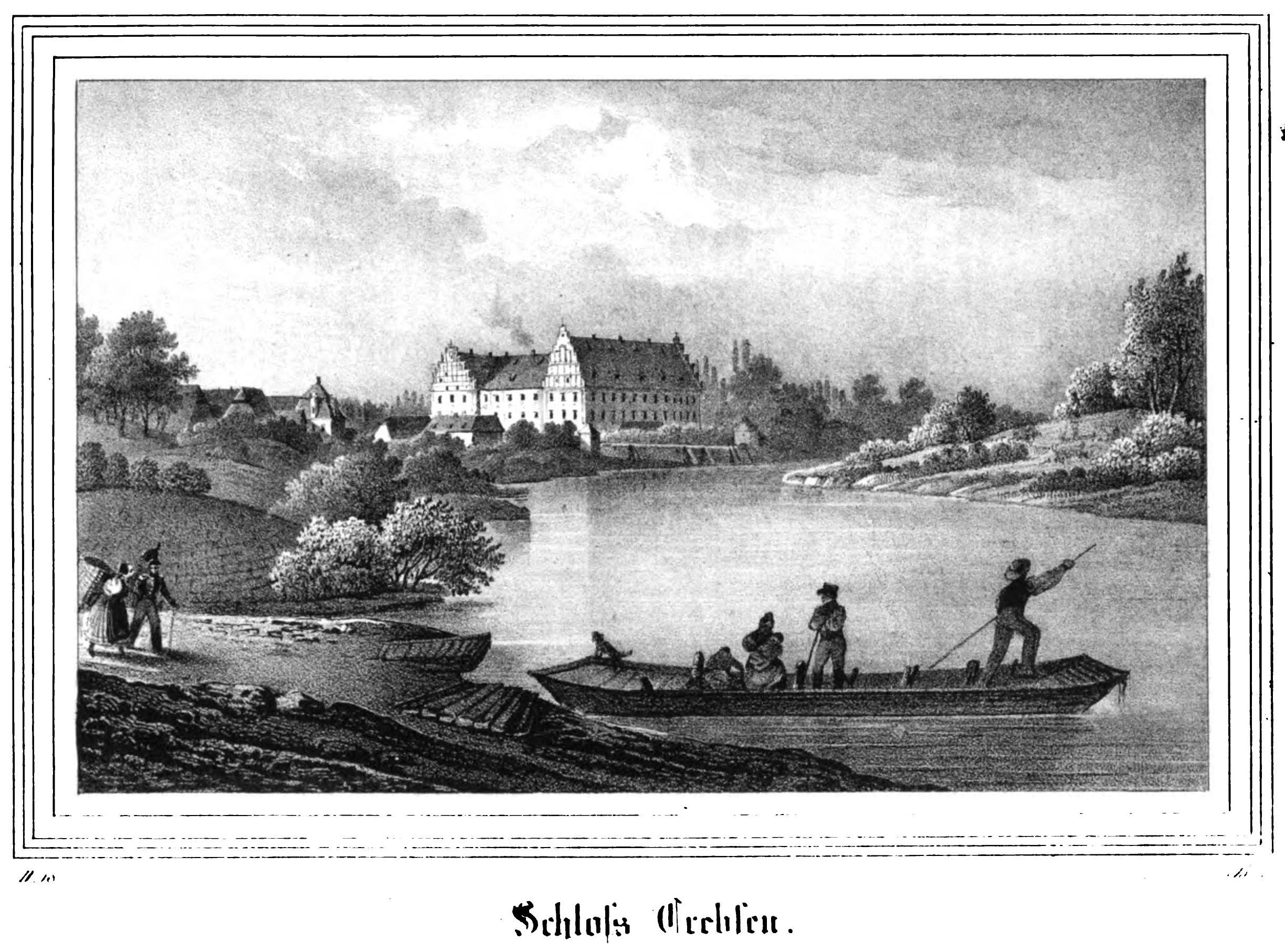
Schloss Trebsen 1836

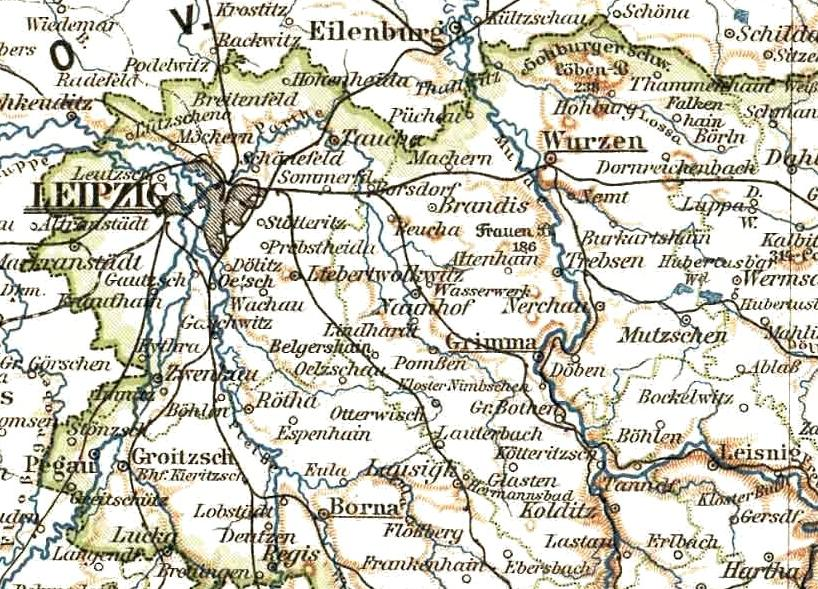
Amtshauptmannschaft Grimma 1905

Die ältesten Zeugen menschlicher Besiedlung im Stadtgebiet sind 2 Fundstellen auf der Muldenterrasse am südlichen Rand von Neichen. Die dort gefundenen Feuersteingeräte sind für die jüngere Altsteinzeit (12000 bis 8000 Jahre vor Chr.) charakteristisch: mehrere Feuersteinfedermesser, 2 Halbrundschaber, 1 zinkenartiges Gerät, 1 Klingenschaber und 1 Eckstichel. Ein bei Wednig gefundenes Feuersteinbeil ist der jüngeren Steinzeit zuzurechnen (4500-1700 Jahre vor  Chr.). Bronzezeitliche Grabstellen wurden etwa dutzendfach im gesamten Gebiet nachgewiesen. Archäologische Funde einer Wohnstelle am Gemeindeteich Trebsen und einer Grabstelle in Pauschwitz können bereits frühen Germanen zugerechnet werden (vorrömische Eisenzeit, 450 vor Chr. – Jahr 0).
Trebsen wurde im Jahr 1161 erstmals urkundlich als Herrensitz (curia) erwähnt. In diesem Jahr kommt ein Heinricus de Trebecin vor, der dem heutigen Trebsen zugeordnet wird. Anschließend sind Namensformen wie Trebizin (1172), Trebezin (1206), Trewesen (1427) und Trebessen (1506) überliefert. Um 1533 wurde der Ort erstmals Trebsen genannt. Zu Anfang des 15. Jahrhunderts wurde neben dem Rittersitz auch ein Vorwerk (allodium) in Trebsen genannt. Zu diesem Zeitpunkt war der Ort noch ein Dorf (villa), doch 1421 ist Trebsen schon als Städtlein überliefert. Ein Rittergut wurde von 1488 bis 1875 in Trebsen erwähnt.
Die Verwaltung des Ortes lag im 15. Jahrhundert zunächst bei der Pflege Naunhof, Ende des 16. Jahrhunderts gingen die Verwaltungsgeschäfte dann auf das Erbamt Grimma im Kurfürstentum Sachsen über. Zwischen 1856 und 1875 war Trebsen das Gerichtsamt Grimma übergeordnet, folgend befand sich die Stadt im Gebiet der Amtshauptmannschaft Grimma, die aus vier Gerichtsämtern hervorgegangen war. Bevor Trebsen 1838 durch die Sächsische Landgemeindeordnung Eigenständigkeit als Landgemeinde erhielt, war der Ort durch das Lehnswesen geprägt. Das ortsansässige Rittergut übte 1551 die Grundherrschaft über 32 besessene Mann, 14 Häusler und 56 Inwohner aus, die 390 Acker bewirtschafteten. Nach dem Ende des Siebenjährigen Krieges (1756–1763) hatte das Rittergut die Grundherrschaft über 17 besessene Mann, 10 Gärtner und 81 Häusler auf 5 3⁄4 Hufen Land zu je 20 Acker inne.
Die Stadtanlage Trebsens war gassengruppenartig und erstreckt sich um einen Marktplatz. Umliegend befand sich im Jahr 1900 eine 559 Hektar große Block- und Streifenflur, die von den etwa 1200 Einwohnern der Stadt bewirtschaftet wurde. Die im 12. Jahrhundert erbaute Trebsener Kirche war nach der Reformation in Sachsen evangelisch-lutherisch, so auch der Großteil der Stadtbewohner. Im Jahr 1925 waren von 1613 Einwohnern 1505 evangelisch-lutherisch, 61 katholisch und 47 anderer oder keiner Religion. Zur Trebsener Kirche gehörte zudem die Filialkirche in Seelingstädt. Heute gehört Trebsen zur Kirchgemeinde Trebsen-Neichen, zu der auch Altenhain, Ammelshain und Seelingstädt gehören.
Von 1911 bis 1997 war Trebsen über die Bahnstrecke Beucha–Trebsen an den Schienenpersonenverkehr angebunden und hatte dort einen Bahnhof. Bis 2006 gab es noch Güterverkehr auf der Strecke. Derzeit wird die Bahnanlage von der Deutschen Regionaleisenbahn betrieben. Zum 1. April 1938 wurden die Landgemeinden Pauschwitz und Wednig in Trebsen eingegliedert.  Am Morgen des 16. April 1945 wurden die 1884 erbaute König-Albert-Brücke und andere Brücken über die Mulde von Wehrmachtkommandos gesprengt. Ein Arbeiter schnitt das Zündkabel an einer Werkbrücke des Papierwerks durch und vereitelte damit deren Zerstörung. Dies erleichterte den US-Vormarsch ins Zentrum von Trebsen; ein ehemaliger Bürgermeister übergab Trebsen kampflos. Später gelangten über diese Brücke tausende Kriegsgefangene Richtung Westen. Die Mulde war bei der Konferenz von Jalta als Haltelinie zwischen westlichen Truppen und Roter Armee vereinbart worden.
Nach dem Zweiten Weltkrieg kamen diese Orte zur Sowjetischen Besatzungszone und später zur DDR. Die historisch gewachsene Zugehörigkeit zu Grimma blieb auch nach der Gebietsreform 1952 erhalten, die Trebsen mit seinen Ortsteilen dem Kreis Grimma im Bezirk Leipzig zuordnete. Das bäuerliche Leben in Trebsen wurde nach der Landwirtschaft in der DDR ausgerichtet. Am 1. Januar 1974 wurde Walzig, das bis dahin zur Gemeinde Pausitz gehörte, nach Trebsen umgegliedert.
Nach der Deutschen Wiedervereinigung kam Trebsen zum wiedergegründeten Freistaat Sachsen. Die folgenden Gebietsreformen in Sachsen ordneten die Stadt 1994 dem Muldentalkreis und 2008 dem Landkreis Leipzig zu. Mit Wirkung zum 1. Januar 1994 kam es zur Eingliederung der vormals selbstständigen Gemeinden Neichen und Seelingstädt; ab dem 1. Januar 1999 war Altenhain der vierte Ortsteil der Stadt.

### Bevölkerungsentwicklung
Ausgehend vom Jahr 1834, als Trebsen 950 Einwohner zählte, stieg die Bevölkerungszahl bis 1871 auf 1221 an. Im Jahr 1890 waren es wieder rund 100 weniger, 1910 zählte die Stadt jedoch bereits wieder 1465 Einwohner. Auch nach dem Ersten Weltkrieg stieg die Einwohnerzahl weiter, so lebten 1925 in der Weimarer Zeit 1613 Menschen in Trebsen. In den folgenden 14 Jahren bis zum Ausbruch des Zweiten Weltkriegs steigerte sich die Bevölkerungszahl noch einmal um etwa 1300 Personen, was auch durch die beiden Eingemeindungen 1938 begünstigt wurde.
In der DDR setzte sich der steigende Trend zunächst fort, ab dem im Jahr 1964 gemessenen damaligen Höchststand von 3246 Einwohnern fiel die Einwohnerzahl bis zur Wende wieder auf 2512 im Jahr 1990. Erst mit den Eingemeindungen 1994 konnte sie wieder die Schwelle von 3000 Einwohnern durchbrechen, nach 1998 wurde durch eine weitere Eingliederung die Marke von 4000 Einwohnern überschritten und am 30. Juni 1999 der Höchststand von 4505 in Trebsen lebenden Menschen erreicht. In den Folgejahren näherte sich die Bevölkerungszahl wieder der 4000 an.

### Eingemeindungen
Folgende vormals selbstständige Gemeinden wurden in die Stadt Trebsen/Mulde oder in einen ihrer späteren Ortsteile eingemeindet:
| Ehemalige Gemeinde | Datum             | Anmerkung                                                        |
| ------------------ | ----------------- | ---------------------------------------------------------------- |
| Altenhain          | 1. Januar 1999    | Eingemeindung nach Trebsen                                       |
| Neichen            | 1. Januar 1994    | Eingemeindung nach Trebsen                                       |
| Pauschwitz         | 1. April 1938     | Eingemeindung nach Trebsen                                       |
| Seelingstädt       | 1. Januar 1994    | Eingemeindung nach Trebsen                                       |
| Walzig             | 1. Juli 1950 1974 | Eingemeindung nach Pausitz Umgliederung von Pausitz nach Trebsen |
| Wednig             | 1. April 1938     | Eingemeindung nach Trebsen                                       |
| Zöhda              | 1. Dezember 1935  | Eingemeindung nach Neichen                                       |

## Politik
Auf Landesebene gehört Trebsen dem Wahlkreis Muldental 2 und auf Bundesebene dem Bundestagswahlkreis Leipzig-Land an.

### Stadt- und Ortschaftsrat
- Linke: 1
- FWGA: 1
- BI: 2
- GZ: 2
- LWT: 2
- CDU: 4
- FS: 2

Seit der Stadtratswahl am 9. Juni 2024 verteilen sich die Sitze des Stadtrates, die laut Satzung auf 14 begrenzt sind, folgendermaßen auf die einzelnen Gruppierungen:
- CDU: 4 Sitze
- Gemeinsame Zukunft Trebsen/Altenhain/Neichen/Seelingstädt (GZ): 2 Sitze
- Bürgerinitiative für eine sichere Zukunft (BI): 2 Sitze
- Freie Sachsen: 2 Sitze
- LWT: 2 Sitze
- Freie Wählergemeinschaft Altenhain (FWG): 1 Sitz
- Linke: 1 Sitz

| Liste                                                    | 2024   | 2024   | 2019   | 2019   | 2014   | 2014   |
| Liste                                                    | Sitze  | in %   | Sitze  | in %   | Sitze  | in %   |
| -------------------------------------------------------- | ------ | ------ | ------ | ------ | ------ | ------ |
| CDU                                                      | 4      | 25,6   | 5      | 30,6   | 4      | 27,4   |
| Bürgerbündnis Lebenswertes Trebsen                       | 2      | 17,1   | –      | –      | –      | –      |
| Freie Sachsen                                            | 2      | 16,6   | –      | –      | –      | –      |
| Gemeinsame Zukunft Trebsen/Altenhain/Neichen/Seeligstädt | 2      | 14,6   | 4      | 22,8   | 2      | 13,3   |
| Bürgerinitiative für eine sichere Zukunft                | 2      | 12,2   | 2      | 14,5   | 2      | 12,0   |
| Freie Wählergemeinschaft Altenhain                       | 1      | 9,7    | 2      | 12,5   | 2      | 12,2   |
| Linke                                                    | 1      | 4,3    | –      | 4,9    | 1      | 9,9    |
| SPD                                                      | –      | –      | –      | 4,8    | 1      | 8,2    |
| NPD                                                      | –      | –      | 1      | 9,9    | 1      | 7,3    |
| Bündnis PRO Trebsen                                      | –      | –      | –      | –      | 1      | 9,6    |
| Wahlbeteiligung                                          | 70,7 % | 70,7 % | 64,8 % | 64,8 % | 53,1 % | 53,1 % |

Ortschaftsräte bestehen in Altenhain und Seelingstädt. Beide bestehen aus dem Ortsvorsteher und vier Ortschaftsräten. Ortsvorsteherin von Altenhain ist Katrin Kamm, Ortsvorsteherin von Seelingstädt Susann Schumann.

### Bürgermeister
Im Juni 2015 wurde Stefan Müller (CDU) zum neuen Bürgermeister gewählt und 2022 wiedergewählt. Vorgängerin war Heidemarie Kolbe, die das Amt 25 Jahre innehatte.
| Wahl | Bürgermeister    | Vorschlag | Wahlergebnis (in %) |
| ---- | ---------------- | --------- | ------------------- |
| 2022 | Stefan Müller    | CDU       | 85,7                |
| 2015 | Stefan Müller    | CDU       | 76,6                |
| 2008 | Heidemarie Kolbe | Kolbe     | 75,6                |
| 2001 | Heidemarie Kolbe | Kolbe     | 71,9                |

### Wappen
Beschreibung: In Silber eine gemauerte rote gezinnte Burg mit offenem Tor und drei Türmen. Zwei Türme mit blauem Spitzdach, Goldknauf und zwei tagbelichteten Fenstern. Der mittleren Turm ist der größere mit blauer Kuppel, Goldknauf und drei hellen Fenstern. Rechts vom Tor in einer Wandnische in Schwarz und Silber geteilt zwei gekreuzte rote Schwerter und links den in Schwarz-Gold neumalgeteilten Sachsenschild mit grünem Rautenkranz.

## Sehenswürdigkeiten
- siehe auch: Liste der Kulturdenkmale in Trebsen/Mulde

### Schloss Trebsen
1181 wurde erstmals eine Burg am Westufer der Mulde erwähnt. Sie wurde 1494 abgerissen und an ihrer Stelle das Schloss Trebsen als spätgotisches Wohnschloss errichtet.
Der Förderverein Rittergut Tresen e. V. unterhält auch das in Deutschland einmalige „Bergelager“ für historische Baustoffe.

### Evangelisch-lutherische Stadtkirche

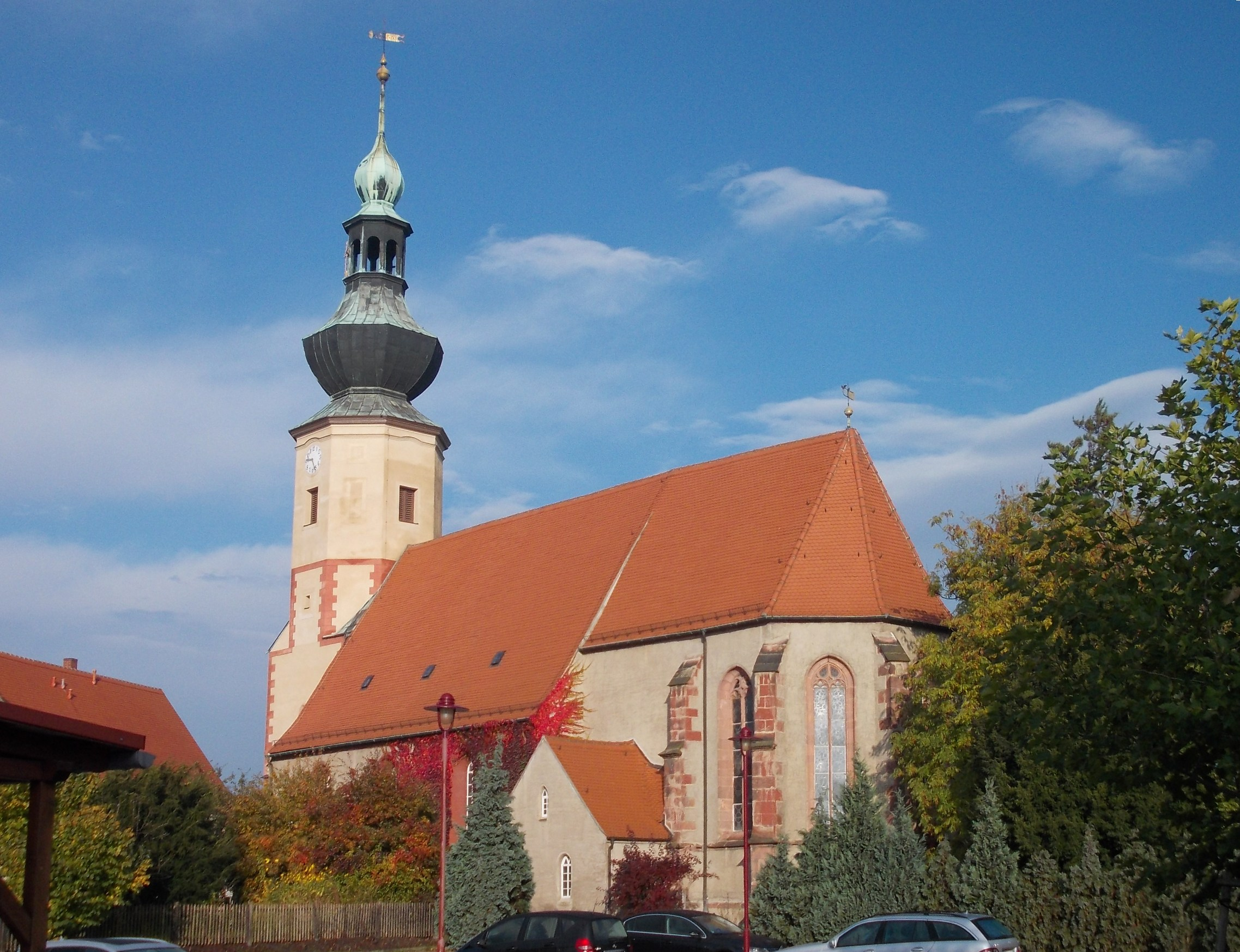
Stadtkirche Trebsen von Südosten (2013)

Von der um 1150 errichteten Kirche ist das romanische Kirchenschiff vollständig erhalten. 1518 wurde der romanische Chorturm abgebrochen und mit dem Bau des gotischen Chores begonnen. 1552 begann Lucas Engelmann mit dem Bau des Westturmes, dessen Spitze erst 1661 vollendet wurde. 1701 erfolgte die Barockisierung des Inneren. Das Deckengemälde mit der Himmelfahrt des Elia stammt von Johann Nikolaus Wilke. 1729 brannte die Turmhaube ab und wurde bis 1731 völlig neu in süddeutschen Formen durch den Zimmermeister Johann Gebhard aufgebaut. Seitdem trägt sie ihre auffällige Zwiebelhaube.
Von besonderer kunstgeschichtlicher Bedeutung ist der Grabstein der Judita, einer Tochter des Herrn von Trebissen, als ein Zeugnis dafür, dass in dieser Region bereits vor 1200 Reliefgrabsteine gefertigt wurden.
Die Platte (Mensa) des Altars, zuvor seit 1686 zur Klosterkirche Grimma gehörend, befindet sich seit den 1990er Jahren in der Evangelisch-lutherischen Stadtkirche zu Trebsen.
Die Kirche ist Bestandteil des Lutherweges.

### Gedenkstätten
Ein Gedenkstein im Schloßpark erinnert an den kommunistischen Widerstandskämpfer Albert Kuntz, der zeitweise am Ort arbeitete und politisch wirkte und der im Januar 1945 im KZ Mittelbau-Dora ermordet wurde.

### Naturschutz
- Siehe auch: Liste der Naturdenkmale in Trebsen/Mulde

## Verkehr

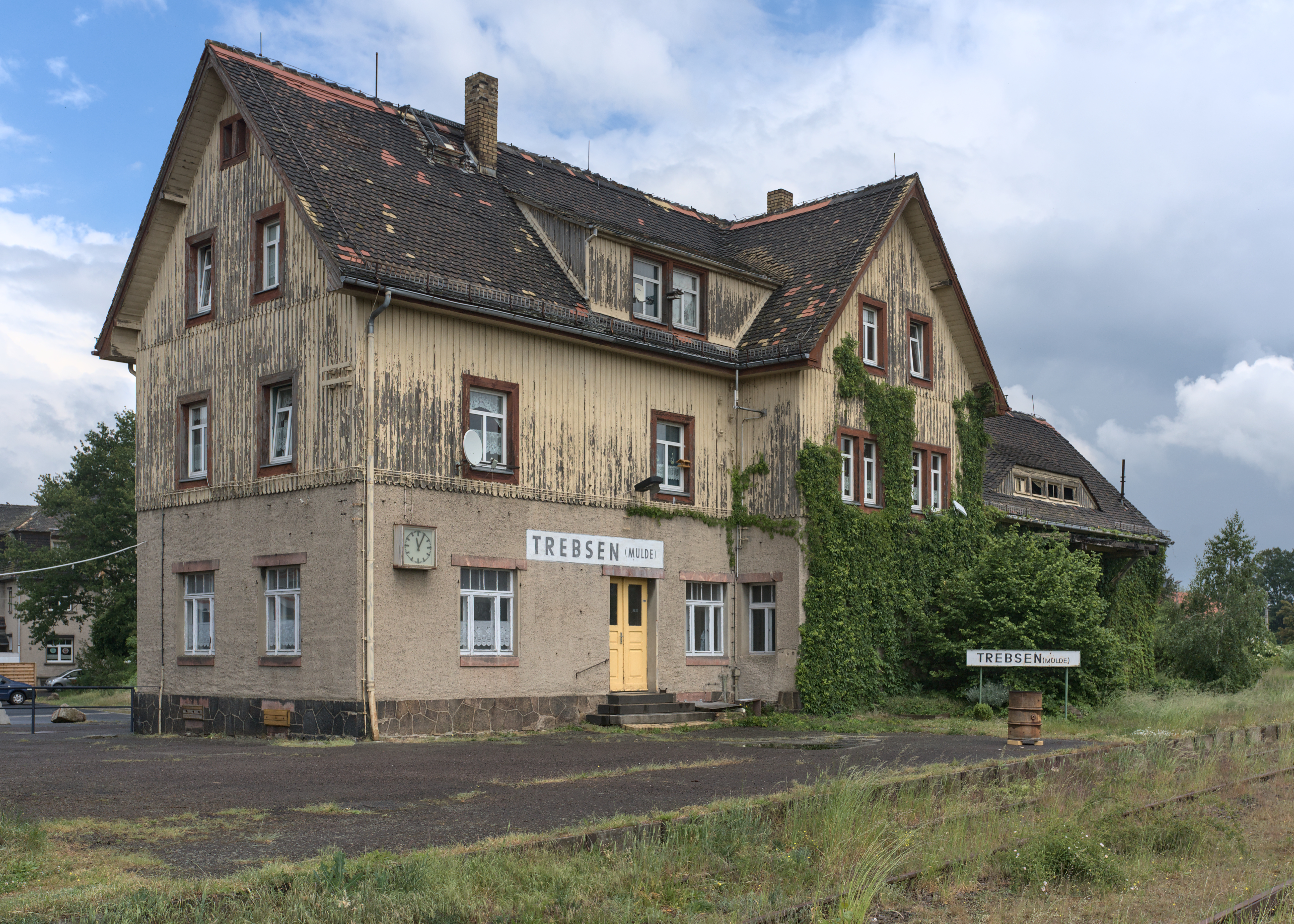
Empfangsgebäude des Bahnhofs Trebsen (Mulde)

Durch Trebsen verläuft die Bundesstraße 107, die von Wurzen kommend nach Grimma führt und südlich von Trebsen an der Anschlussstelle Grimma die Verbindung zur Bundesautobahn 14 (Dreieck Nossen–Magdeburg) herstellt. Zudem verlaufen die Staatsstraßen 11 und 47 durch das Stadtgebiet. Die S 47 überquert östlich von Trebsen die Mulde über die einzige auf Stadtgebiet befindliche Brücke über diesen Fluss zur Kreuzung mit der S 11 bei Neichen, nach Burkartshain und nach Kühren. Durch Trebsen verlaufende Kreisstraßen sind die K 8364 und die K 8365.
Im Bahnverkehr existiert die nicht mehr im Personenverkehr bediente Bahnstrecke Beucha–Trebsen mit Halten in Altenhain, Seelingstädt und Trebsen. Die Gemeinde macht sich für eine Wiederaufnahme des Schienenpersonennahverkehrs (SPNV) auf der Strecke stark. Mit Beschluss über den sächsischen Haushalt 2025 / 26 wurde die Finanzierung der Machbarkeitsuntersuchung für die SPNV-Anbiendung durch das GVFG-Bundesprogramm gesichert. Der einzige verbliebene Gleisanschluss der Strecke bindet in Trebsen ein Getreidelager an. Dieses wird in unregelmäßigen Abständen bedient.
Die ehemalige Bahnstrecke Glauchau–Wurzen führt durch den Ortsteil Neichen, zwischen Wurzen und Grimma wird sie als Teil des asphaltierten Mulderadwegs genutzt.
Durch die Regionalbus Leipzig ist Trebsen mit einer PlusBus- sowie weiteren Regionalbuslinien angebunden.

## Persönlichkeiten

### Ehrenbürger
Das Ehrenbürgerrecht ist die höchste Auszeichnung der Stadt Trebsen/Mulde. Geehrt werden damit Personen, die sich in besonderer Weise um die Stadt verdient gemacht haben. Über die Vergabe entscheidet der Stadtrat. Seit 1997 wurden zwei Personen zu Ehrenbürgern ernannt:
- 1997: Bernhard Ullrich, Facharzt für Allgemeinmedizin i. R.
- 2006: Walter Schormann (1920–2012), Pfarrer i. R.

### Söhne und Töchter der Stadt
- Christiane von der Osten-Sacken (1733–1811), Unternehmerin
- Gustav Schumann (1851–1897), Autor humoristischer Schriften in sächsischem Dialekt, Figur des Partikularisten Bliemchen aus Dresden[24]
- Albert Gaumnitz (* 1897), Parteifunktionär (NSDAP), Bezirksoberschulrat und Direktor der Hochschule für Lehrerbildung in Leipzig
- Hans-Joachim Hegewald (1930–2010), Schauspieler[25][26]
- Ralf Keller (* 15. Februar 1963), Radrennfahrer

### Persönlichkeiten, die vor Ort gewirkt haben
- Friedrich Wilhelm Berger (1844–1911), konservativer Politiker, MdL (Königreich Sachsen), Bürgermeister in Trebsen
- Anton Wiede (1836–1911), Ingenieur, Markscheider und Unternehmer, Gründer der Holzschleiferei und Papierfabrik Wiede & Söhne